# 27096 Jelenalane
27096 Jelenalane este o planetă minoră (asteroid), cu un diametru de 2,3 km, din centura de asteroizi. A fost descoperită pe 18 octombrie 1998 la Stația Anderson Mesa de Lowell Observatory Near-Earth-Object Search. 
Obiectul prezintă o orbită caracterizată de o semiaxă mare de 2,1673861 UAi, o excentricitate de 0,16, o înclinație de 3,01443 ° în raport cu ecliptica.